# Franz Stumpf (rakouský politik)
Franz Stumpf (30. března 1876 Záblatí – 28. února 1935 Innsbruck) byl rakouský křesťansko sociální politik, na počátku 20. století poslanec Říšské rady, v poválečném období poslanec rakouské Národní rady, předseda Spolkové rady a zemský hejtman Tyrolska.

## Biografie
Vychodil národní školu a gymnázium v Salcburku a Hallu. Vystudoval fyziku a chemii na Innsbrucké univerzitě, kde roku 1899 získal titul doktora filozofie. Kromě toho absolvoval studium elektrotechniky na vídeňské technice. Působil jako pedagog na učitelských ústavech v Mödlingu, Bolzanu a Innsbrucku. Angažoval se v Křesťansko sociální straně Rakouska. Od roku 1908 byl poslancem Tyrolského zemského sněmu. V období let 1918–1919 byl členem tyrolské zemské vlády.
Na počátku 20. století se zapojil i do celostátní politiky. Ve volbách do Říšské rady roku 1907, konaných poprvé podle všeobecného a rovného volebního práva, získal mandát v Říšské radě (celostátní zákonodárný sbor) za obvod Tyrolsko 8. Usedl do poslanecké frakce Křesťansko-sociální sjednocení. Mandát obhájil za týž obvod i ve volbách do Říšské rady roku 1911 a byl členem klubu Křesťansko-sociální klub německých poslanců. Ve vídeňském parlamentu setrval až do zániku monarchie. Profesně byl k roku 1911 uváděn jako profesor na dolnorakouském učitelském ústavu.
Po válce zasedal v letech 1918–1919 jako poslanec Provizorního národního shromáždění Německého Rakouska (Provisorische Nationalversammlung), pak od 4. března 1919 do 22. července 1919 v Ústavodárném národním shromáždění Rakouska. Od 14. dubna 1931 do 2. května 1934 byl členem rakouské Spolkové rady (horní komora rakouského parlamentu), přičemž od 1. prosince 1932 do 31. května 1933 byl jejím předsedou.
V letech 1921–1935 působil jako zemský hejtman Tyrolska, předtím od roku 1919 do roku 1921 byl náměstkem hejtmana.